# Prohn
Prohn – gmina w Niemczech, wchodząca w skład urzędu Altenpleen w powiecie Vorpommern-Rügen, w kraju związkowym Meklemburgia-Pomorze Przednie.

## Toponimia
Nazwa pochodzenia słowiańskiego, być może od imienia boga Peruna, co sugerowałoby istnienie ośrodka jego kultu w tym miejscu. Rekonstruowana jako Piorun.